# سام أش
سام أش (بالإنجليزية: Samuel Howard Ash)‏ هو ممثل أمريكي، ولد في 28 أغسطس 1884 في مقاطعة كامببيل في الولايات المتحدة، وتوفي في 20 أكتوبر 1951 في هوليوود في الولايات المتحدة.

## أعمال

### أفلام
- (1936) سان فرانسيسكو
- (1937) اعتراف
- (1939) السيد سميث يذهب إلى واشنطن
- (1941) زهور وسط الغبار
- (1946) إنها حياة رائعة[4]
- (1947) الباعة المتجولون

## وصلات خارجية
- سام أش على موقع IMDb (الإنجليزية)
- سام أش على موقع ألو سيني (الفرنسية)
- سام أش على موقع ميوزك برينز (الإنجليزية)
- سام أش على موقع أول موفي (الإنجليزية)
- سام أش على موقع قاعدة بيانات برودواي على الإنترنت (الإنجليزية)
- سام أش على موقع قاعدة بيانات الأفلام السويدية (السويدية)
- سام أش على موقع ديسكوغز (الإنجليزية)
- سام أش على موقع قاعدة بيانات الفيلم (الإنجليزية)
- سام أش على موقع كينوبويسك (الروسية)